# Comitê de Atividades Antiamericanas da Câmara dos Representantes dos Estados Unidos

Presidente Martin Dies Jr. do Comitê de atividades não americanas da Câmara prova sua carta respondendo ao ataque do presidente Roosevelt ao comitê, em 26 de outubro de 1938

O Comitê de Atividades Antiamericanas (em inglês: House Un-American Activities Committee - HUAC) foi um comitê de investigação da Câmara dos Representantes dos Estados Unidos. Foi criado em 1938 para investigar suposta deslealdade e atividades subversivas por parte dos cidadãos, funcionários públicos e organizações suspeitas de terem ligações comunistas. Em 1969, a Câmara dos Representantes mudou o nome do comitê para "Comitê de Segurança Interna". Quando a Câmara aboliu o comitê em 1975, as suas funções foram transferidas para o Comitê Judiciário da Câmara.

## História
As investigações anticomunistas do comitê são frequentemente confundidas com as do senador Joseph McCarthy. McCarthy, como um senador norte-americano, não teve envolvimento direto com esta comissão da Câmara. McCarthy foi o presidente do Comitê de Operações do Governo e da Subcomissão Permanente de Investigações do Senado, e não da Câmara.

## Testemunhas
- Kenneth Goff